# Crise dos mísseis de Cuba
Crise dos mísseis de Cuba, também conhecido como a Crise de Outubro (em castelhano:  Crisis de Octubre), Crise do Caribe (em russo:  Карибский кризис) foi um confronto de 13 dias (16–28 outubro de 1962) entre os Estados Unidos e a União Soviética relacionado com a implantação de mísseis balísticos soviéticos em Cuba. Além de ter sido televisionada em todo o mundo, foi o mais próximo que se chegou ao início de uma guerra nuclear em grande escala durante a Guerra Fria.
Em resposta à fracassada Invasão da Baía dos Porcos de 1961 e a presença de mísseis balísticos estadunidenses PGM-19 Jupiter estacionados na Itália e na Turquia, o líder soviético Nikita Khrushchev decidiu concordar com o pedido de Cuba para colocar mísseis nucleares em seu território para deter uma futura invasão estadunidense. Um acordo foi alcançado durante uma reunião secreta entre Kruchev e Fidel Castro em julho e a construção de uma série de instalações de lançamento de mísseis começou depois do verão.
Uma eleição estava em curso nos Estados Unidos. A Casa Branca negou as acusações de que estava ignorando os mísseis soviéticos a 145 quilômetros do litoral da Flórida. Estas preparações de mísseis foram confirmadas quando um avião espião Lockheed U-2 da Força Aérea dos Estados Unidos produziu provas fotográficas claras de instalações de mísseis balísticos R-12 Dvina e R-14 Chusovaya. Os Estados Unidos estabeleceram um bloqueio militar para evitar que novos mísseis entrassem em Cuba e anunciou que não permitiria que armas ofensivas fossem entregues a Cuba, além de ter exigido que as armas já entregues fossem desmontadas e levadas de volta à URSS.
Depois de um longo período de tensas negociações, foi alcançado um acordo entre Kennedy e Kruschev. Publicamente, os soviéticos desmantelaram as suas armas em Cuba e as levaram de volta para a União Soviética, sob reserva de verificação das Nações Unidas, em troca de uma declaração pública dos Estados Unidos de nunca invadir Cuba sem provocação direta. Secretamente, os Estados Unidos também concordaram que iriam desmantelar toda a rede de mísseis Júpiter que foi implantada na Turquia e Itália contra a União Soviética, mas que não era conhecida pelo público. Quando todos os mísseis ofensivos e bombardeiros leves Ilyushin Il-28 foram retirados de Cuba, o bloqueio foi formalmente encerrado em 20 de novembro de 1962. As negociações entre os Estados Unidos e a União Soviética destacaram a necessidade de uma rápida, clara e direta linha de comunicação entre Washington, D.C. e Moscou. Uma série de acordos reduziu drasticamente as tensões EUA-União Soviética durante os anos seguintes.

## Início

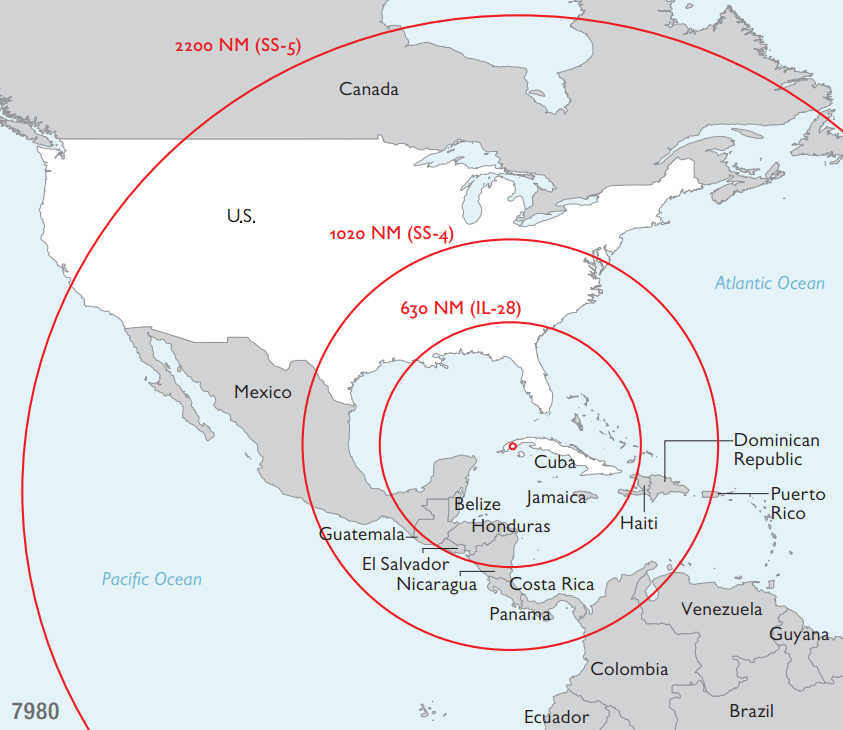
Alcance dos mísseis soviéticos instalados em Cuba.

A crise começou quando os soviéticos, em resposta à instalação de mísseis nucleares na Turquia, Inglaterra e Itália em 1961 e à invasão de Cuba pelos Estados Unidos no mesmo ano, instalaram mísseis nucleares em Cuba. Em 14 de Outubro, os Estados Unidos divulgaram fotos de um voo secreto realizado sobre Cuba apontando cerca de quarenta silos de mísseis para abrigar mísseis com ogivas nucleares. Houve uma enorme tensão entre as duas superpotências pois uma guerra nuclear parecia mais próxima do que nunca. O governo de John F. Kennedy, apesar de suas ofensivas no ano anterior, encarou aquilo como um ato de guerra contra os Estados Unidos.
Nikita Kruschev, o Primeiro-ministro da URSS na época, afirmou que os mísseis nucleares eram apenas defensivos, e que tinham sido lá instalados para dissuadir outra tentativa de invasão da ilha. Dezoito meses antes, em 17 de abril de 1961, o governo Kennedy já havia empreendido a desastrada invasão da Baía dos Porcos, usando um grupo paramilitar constituído por exilados cubanos, apoiados pela CIA e pelas forças armadas dos Estados Unidos, na tentativa de derrubar o governo socialista de Fidel Castro. A situação rapidamente evoluiu para um confronto aberto entre as duas potências.

Segundo o governo Kennedy, os Estados Unidos não poderiam admitir a existência de mísseis nucleares daquela dimensão a escassos 150 quilômetros do seu território. O presidente Kennedy avisou Khruschev de que os EUA não teriam dúvidas em usar armas nucleares contra Cuba, se os soviéticos não desativassem os silos e retirassem os mísseis da ilha.

## A Formação e Deliberações do ExComm
Para contornar a crise e buscando a criação de soluções racionais, no dia 16 de outubro de 1962, um dia depois que surgiu a informação da inteligência acerca das construções de bases de mísseis soviéticos em Cuba, o Presidente Kennedy criou o ExComm (Comitê Executivo do Conselho de Segurança Nacional).[carece de fontes?]
Na composição do Comitê havia várias pessoas ligadas a área executiva do Governo federal americano, todas em postos-chave e que detinham partes de informações, poder de decisão e dados sensíveis, que poderiam ser usados para fornecer uma resposta adequada à crise, dentre as quais o vice-presidente Lyndon B. Johnson, o secretário de Estado Dean Rusk, o secretário da Defesa Robert McNamara, o conselheiro de Segurança Nacional McGeorge Bundy, o Procurador-Geral Robert F. Kennedy, o General Maxwell Taylor, conselheiro militar de Kennedy, e diversas outras figuras. Membros do Poder Legislativo não participaram do referido comitê, sendo avisados das decisões tomadas apenas momentos antes do anúncio ao grande público.
O ExComm passou a se reunir intensamente durante a crise, buscando deliberar soluções, que variavam desde uma invasão à Cuba, um ataque cirúrgico às instalações dos mísseis, até uma solução unicamente diplomática. Inicialmente, McNamara defendia uma solução menos belicosa, tentando solucionar a crise apenas na área diplomática. A maior parte do Comitê, entretanto, advogava uma invasão ou ataque aéreo, isto é, uma solução que demonstrasse maior força por parte dos Estados Unidos.
No decorrer das conversações, no entanto, formou-se um bloco composto inicialmente por McNamara (que recrudesceu em sua resposta), Robert F. Kennedy e Sorosen, optando pelo bloqueio naval, solução que terminou por ser acatada pela maior parte do Comitê e agradou o Presidente Kennedy, que buscava evitar a guerra, assim como um confronto nuclear entre as potências, ao mesmo tempo em que queria demonstrar energicamente aos soviéticos que os Estados Unidos não permitiriam mísseis nucleares instalados tão próximos das suas fronteiras.
Soluções diplomáticas também foram efetivadas, como a aquisição de apoio dos países da OEA (Organização dos Estados Americanos), assim como o apoio da França, Alemanha e Inglaterra aos Estados Unidos, demonstrando uma coalização ocidental.
O Estado-Maior Conjunto, isto é, a linha dura das Forças Armadas dos Estados Unidos, preferia, no entanto, uma solução de maior força, consistente num ataque aéreo maciço contra Cuba, assim como a deposição de Castro. Do lado soviético, por sua vez, havia também generais que defendiam a não retirada dos mísseis e, se preciso fosse, um confronto entre as potências nucleares.
A solução encontrada pelo ExComm (o bloqueio naval a Cuba), no entanto, após diversas conversações entre o Presidente Kennedy e o líder soviético Kruschev, os quais trocaram diversas cartas e pressionaram por várias condições e interesses de seus países, mostrou-se adequada e foi suficiente para arrefecer os ânimos e encerrar a crise de forma pacífica, evitando-se o desastre nuclear. Anote-se que ambos os líderes demonstraram grandeza afastando soluções belicosas sugeridas por importantes assessores militares.

## Sábado Negro

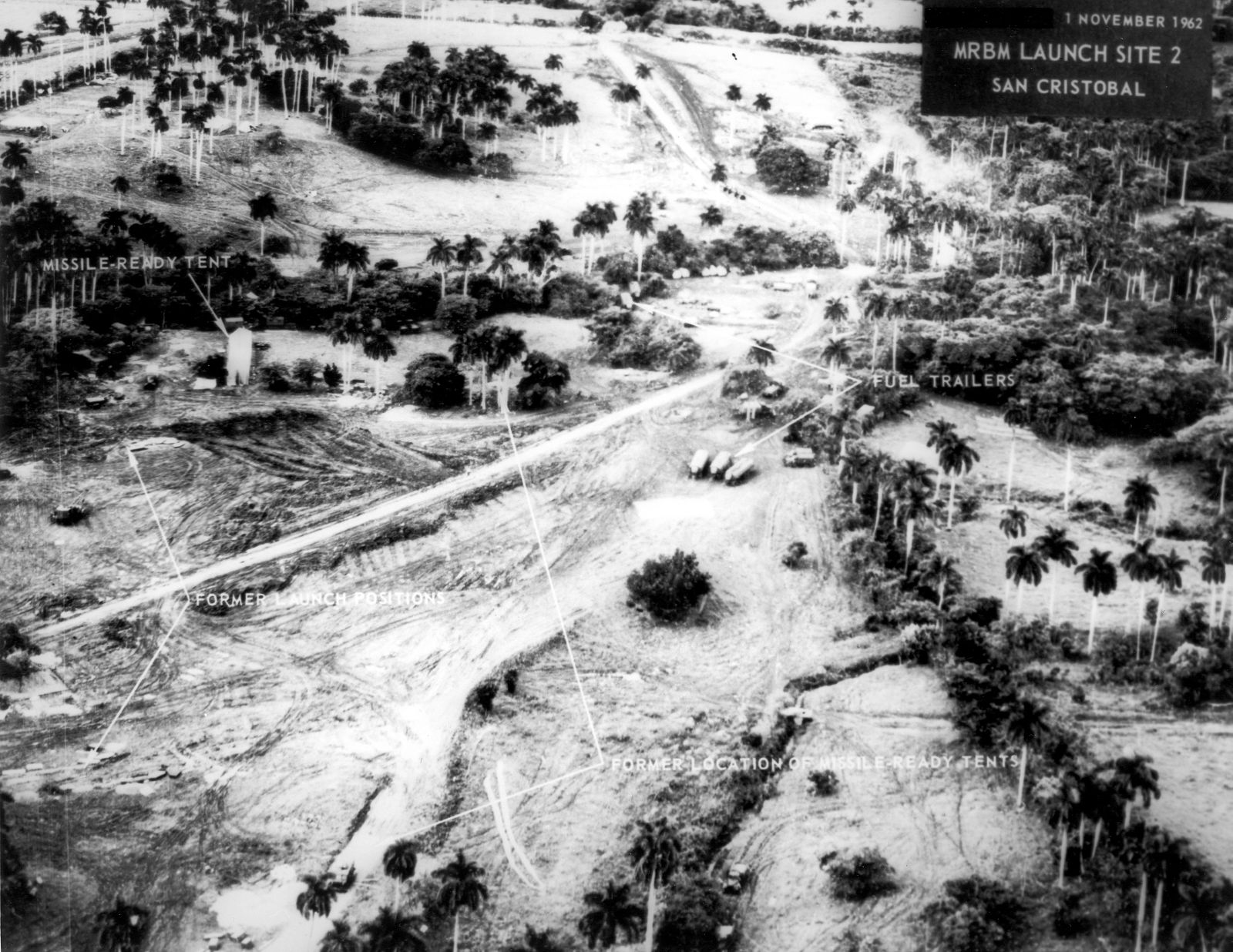
Vista aérea mostrando base de lançamento de mísseis em Cuba, novembro de 1962

O ponto culminante da crise foi o “sábado negro”, 27 de outubro, quando um dos aviões espiões americanos foi abatido sobre Cuba e seu piloto morreu. A guerra parecia cada vez mais iminente e as negociações se tornaram muito difíceis.
Foram treze dias de suspense mundial devido ao medo de uma possível guerra nuclear, até que, em 28 de Outubro, Kruschev, após conseguir secretamente uma futura retirada dos mísseis norte-americanos da Turquia e um acordo de que os EUA nunca invadiriam a ilha vizinha, concordou em remover os mísseis de Cuba.
Na televisão, todos os canais federais dos EUA interromperam os programas e transmitiram o comunicado urgente de Kruschev, que dizia:
"Nós concordamos em retirar de Cuba os meios que consideram ofensivos. Concordamos em fazer isto e declarar na ONU este compromisso. Seus representantes farão uma declaração de que os EUA, considerando a inquietação e preocupação do Estado soviético, retirarão seus meios análogos da Turquia".

## Consequências
Na década de 1960, havia uma clara tendência à proliferação dos arsenais nucleares. Por esta razão, e ainda sob o impacto da crise dos mísseis de Cuba, os Estados Unidos, a União Soviética e a Inglaterra assinaram, em 1963, um acordo que proibia testes nucleares na atmosfera, em alto-mar e no espaço (assim, apenas testes subterrâneos poderiam ser legalmente realizados). Em 1968, as duas superpotências e outros 58 países aprovaram o Tratado de Não-Proliferação de Armas Nucleares. O objetivo desse acordo era tentar conter a corrida armamentista dentro de um certo limite. Com ele, os países que já possuíam armamento nuclear comprometiam-se a limitar seus arsenais e os países que não os tinham ficavam proibidos de desenvolvê-los, mas poderiam requisitar dos primeiros tecnologias nuclear para fins pacíficos.

## Participação Brasileira
Segundo documentos revelados pelo National Security Archive em 2012, o Brasil participou secretamente das negociações durante a crise, ajudando a conter "o momento mais perigoso da história da humanidade", chegando a enviar um representante a Havana em 19 de outubro de 1962. Antes, o Departamento Americano solicitou uma aproximação com Castro, mediante intercessão brasileira.
Após receber uma carta impessoal do presidente Kennedy conclamando que os chefes de estado da América Latina se juntassem aos Estados Unidos num eventual desenrolar militar em Cuba, o então presidente João Goulart, em carta redigida por San Tiago Dantas após longa reunião, se mostra contra uma invasão em Cuba, fica em favor dos princípios de autodeterminação dos povos e ainda declara a colaboração sincera do povo e governo Brasileiro em um esforço pela preservação da paz, sem quebra do respeito à soberania dos povos.